# Mauthausen (gemeente)
Mauthausen is een gemeente in de Oostenrijkse deelstaat Opper-Oostenrijk, gelegen in het district Perg (PE). De gemeente heeft ongeveer 4850 inwoners.

## Geografie
Mauthausen heeft een oppervlakte van 14 km². De gemeente ligt in het noorden van Oostenrijk, in het oosten van de deelstaat Opper-Oostenrijk. Mauthausen is vooral bekend vanwege het concentratiekamp dat in de Tweede Wereldoorlog in de buurt van de plaats lag.
Allerheiligen im Mühlkreis · Arbing · Bad Kreuzen · Baumgartenberg · Dimbach · Grein · Katsdorf · Klam · Langenstein · Luftenberg an der Donau · Mauthausen · Mitterkirchen im Machland · Münzbach · Naarn im Machlande · Pabneukirchen · Perg · Rechberg · Ried in der Riedmark · Saxen · Schwertberg · Sankt Georgen am Walde · Sankt Georgen an der Gusen · Sankt Nikola an der Donau · Sankt Thomas am Blasenstein · Waldhausen im Strudengau · Windhaag bei Perg
- Bibliothèque nationale de France: cb11941589w (data)
- Gemeinsame Normdatei: 4038063-4
- Library of Congress Control Number: n86095056
- MusicBrainz: 45f921a0-7f61-4574-a24e-ff29ce5abaca
- Nationale Bibliotheek van Tsjechië: ge361272
- Nationale Bibliotheek van Israël: 987007562292305171
- Virtual International Authority File: 145502118